# ماهیچه بالی جانبی
ماهیچه بالی بیرونی (جانبی) (انگلیسی: Lateral pterygoid muscle) کار جلو آوردن آرواره زیرین، باز کردن فک‌ها، و حرکت دادن آرواره زیرین به طرفین را برعهده دارد.
خاستگاه سربالایی آن، رویه زیرگیجگاهی (infratemporal) بال بزرگ استخوان پروانه‌ای (sphenoid)، و ستیغ زیرگیجگاهی است. خاستگاه سر پایینی آن رویه جانبی صفحه بالی جانبی است.
پیوندگاه آن گردن آرواره پائینی، و پوشینه (کپسول) مفصل گیجگاهی‌زیرواره‌ای (تمپوروماندیبولر) است.
عصب‌گیری‌اش از عصب آرواره‌ای (ماندیبولر) است.

### خون‌رسانی
ماهیچهٔ بالی جانبی به‌وسیلهٔ شاخه‌های بالی سرخرگ فکی، از سرخرگ فکی خون‌رسانی می‌شود.

### عصب‌رسانی
ماهیچهٔ بالی جانبی به‌وسیلهٔ عصب بالی جانبی که شاخه‌ای از عصب آرواره‌ای (سی‌اِن وی۳) و خود آن شاخه‌ای از عصب سه‌قلو (سی‌اِن وی) است، عصب‌گیری می‌کند.

## کارکرد
کارکرد اصلی ماهیچهٔ بالی جانبی، بیرون کشیدن سر لقمه از حفرهٔ آرواره‌ای در امتداد برجستگی مفصلی برای جلو آوردن آرواره است. هماهنگی دو ماهیچهٔ بالی جانبی در پایین آوردن آرواره و باز کردن دهان نقش دارد. انقباض یک‌طرفهٔ ماهیچهٔ بالی جانبی موجب جابجایی آرواره به سمت مخالف می‌شود (شکلی از جویدن) که معمولاً همراه با بالی میانی انجام می‌گیرد. هنگامی که این دو ماهیچه به‌طور مستقل عمل کنند، می‌توانند آرواره را به دو طرف حرکت دهند.
برخلاف سه ماهیچهٔ دیگر جویدن، ماهیچهٔ بالی جانبی به‌تنهایی می‌تواند در پایین آوردن آرواره (باز کردن دهان) کمک کند. در آغاز این حرکت، ماهیچه دوشکمی، چانه‌ای‌لامی و میخی‌لامی نیز آن را یاری می‌کنند.

## اهمیت بالینی
ماهیچهٔ بالی جانبی ممکن است در اختلال مفصل گیجگاهی‌آرواره‌ای درگیر شود.

## نگاره‌ها

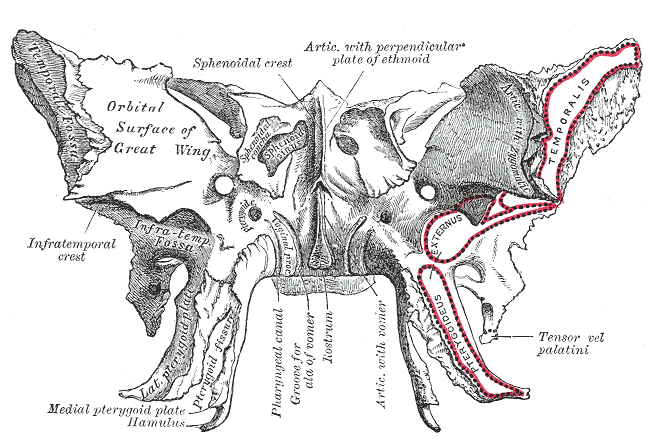
استخوان پروانه‌ای، سطوح پیشین و زیرین.
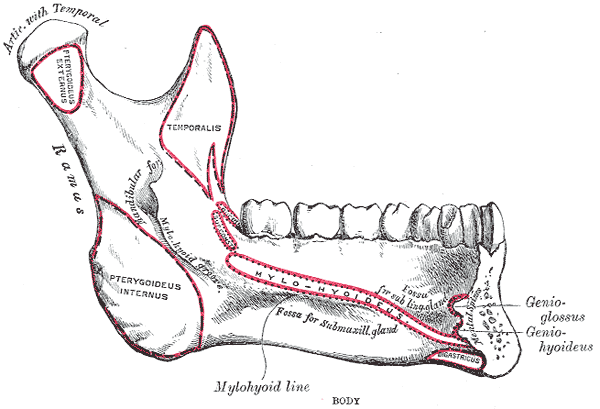
آرواره، سطح درونی، نمای جانبی.
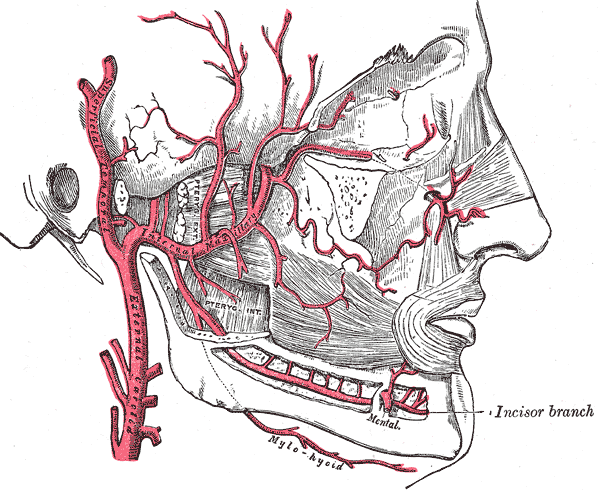
طرح شاخه‌های سرخرگ فکی درونی.
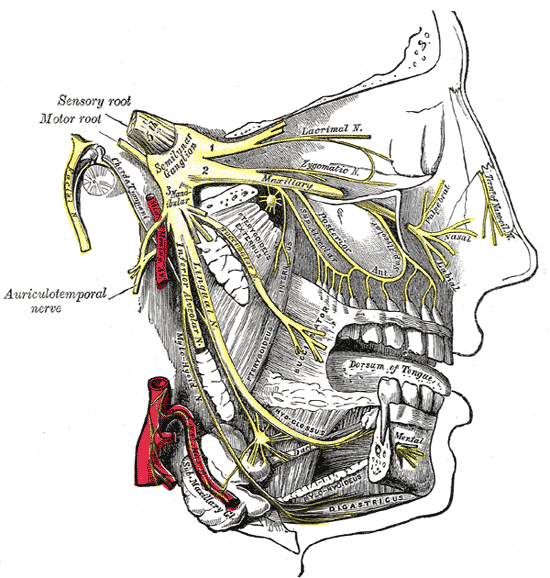
توزیع عصب‌های فکی و آرواره‌ای، و گره زیرآرواره‌ای.